# Pachytriton
Pachytriton – rodzaj płazów ogoniastych z podrodziny Pleurodelinae w rodzinie salamandrowatych (Salamandridae).

## Zasięg występowania
Rodzaj obejmuje gatunki występujące w południowo-wschodnich Chinach.

## Systematyka

### Etymologia
- Pachytriton: gr. παχυς pakhus „duży, gruby”; τρίτων tritōn „traszka, salamandra”[2].
- Pingia: Chih Ping (1886–1965), chiński biolog[5]. Gatunek typowy: Pachytriton granulosus Chang, 1933.

### Podział systematyczny
Do rodzaju należą następujące gatunki:
- Pachytriton airobranchiatus[6] Li, Yuan, Li & Wu, 2018
- Pachytriton archospotus Shen, Shen & Mo, 2008
- Pachytriton brevipes (Sauvage, 1876)
- Pachytriton changi[7] Nishikawa, Matsui & Jiang, 2012
- Pachytriton feii[8] Nishikawa, Jiang & Matsui, 2011
- Pachytriton granulosus Chang, 1933
- Pachytriton inexpectatus[9] Nishikawa, Jiang, Matsui & Mo, 2011
- Pachytriton moi[8] Nishikawa, Jiang & Matsui, 2011
- Pachytriton wuguanfui Yuan, Zhang & Che, 2016
- Pachytriton xanthospilos Wu, Wang & Hanken, 2012